# Slammiversary (2007)
Slammiversary (2007) – gala wrestlingu wyprodukowana przez amerykańską federację Total Nonstop Action Wrestling (TNA), nadawana na żywo w systemie pay-per-view. Odbyła się 17 czerwca 2007 roku w Nashville Municipal Auditorium w Nashville w Tennessee. Była to trzecia gala z cyklu Slammiversary, a zarazem szóste pay-per-view TNA w 2007 roku. Ponadto federacja celebrowała piątą rocznicę założenia.
Karta walk składała się z jedenastu pojedynków, w tym trzech o tytuły mistrzowskie oraz jednego dark matchu. Spotkaniem kończącym galę był King of the Mountain match o zawieszone TNA World Heavyweight Championship. Kurt Angle pokonał Samoa Joe, A.J. Stylesa, Chrisa Harrisa i Christiana Cage'a, zostając niekwestionowanym mistrzem wagi ciężkiej.
Przed walką wieczoru na telebimie wyświetlono wywiad z Jeffem Jarrettem. Rozważał w nim śmierć Jill, swojej żony, która zmarła 23 maja na raka piersi. Wspominał również, jaki wpływ Jill wywarła na federację w jej początkach. Zastanawiał się, czy i kiedy wróci do ringu. Kończąc rozmowę, podziękował kibicom za ich wsparcie. Fani zareagowali pozytywnie, skandując imię Jill oraz „Thank you, Jeff”.

## Wyniki walk
| Nr                                                                                    | Wyniki | Stypulacje                                                                 | Czas  |
| ------------------------------------------------------------------------------------- | --- | -------------------------------------------------------------------------- | ----- |
| 1D                                                                                    | Ms. Brooks pokonała Tiny The Bellkeeper                                                                         | Singles match                                                              | –     |
| 2                                                                                     | Rhino i Senshi (z Hectorem Guerrero) pokonali The Latin American Xchange (Homicide'a i Hernandeza) (z Konnanem) | Tag team match                                                             | 08:25 |
| 3                                                                                     | Jay Lethal pokonał Chrisa Sabina (c)                                                                            | Singles match o TNA X Division Championship                                | 08:58 |
| 4                                                                                     | Frank Wycheck i Jerry Lynn (z Kyle’em Vanden Boschem) pokonali Jamesa Storma i Rona Killingsa (z Jackie Moore)  | Tag team match                                                             | 09:00 |
| 5                                                                                     | Bob Backlund pokonał Alexa Shelley'ego                                                                          | Singles match                                                              | 03:55 |
| 6                                                                                     | The Voodoo Kin Mafia (B.G. James i Kip James) pokonała Bashama i Damaję (z Christy Hemme)                       | Tag team match                                                             | 03:34 |
| 7                                                                                     | Eric Young pokonał Roberta Roode'a (z Ms. Brooks)                                                               | Singles match                                                              | 11:00 |
| 8                                                                                     | Team 3D (Brother Ray i Brother Devon) (c) pokonali Ricka Steinera i Road Warrior Animala                        | Tag team match o TNA World Tag Team Championship                           | 06:43 |
| 9                                                                                     | Sting pokonał Christophera Danielsa                                                                             | Singles match                                                              | 06:40 |
| 10                                                                                    | Abyss pokonał Tomko                                                                                             | No Disqualification match                                                  | 13:52 |
| 11                                                                                    | Kurt Angle pokonał Samoa Joego, A.J. Stylesa, Christiana Cage'a i Chrisa Harrisa                                | King of the Mountain match o zawieszone TNA World Heavyweight Championship | 19:25 |
| (c) – mistrz/mistrzyni przed walkąD – walka była dark matchem (nietransmitowana w TV) | |                                                                            |       |

### King of the Mountain match
| Nr         | Wrestler       | Wrestler przypięty lub zmuszony do poddania | Sposób                                                                 |
| ---------- | -------------- | ------------------------------------------- | ---------------------------------------------------------------------- |
| 1          | Chris Harris   | AJ Styles                                   | Harris przypiął Stylesa po wykonaniu Catathonic                        |
| 2          | Kurt Angle     | Chris Harris                                | Angle przypiął Harrisa po wykonaniu Olimpic Slam z drabiny             |
| 3          | Christian Cage | Kurt Angle                                  | Cage przypiął Angle'a, gdy Samoa Joe zapiął Angle'owi rear naked choke |
| Zwycięzca: | Kurt Angle     | —                                           | Angle powiesił TNA World Heavyweight Championship na haku              |